# Маяки (Каримський район)
Маяки́ (рос. Маяки) — село у складі Каримського району Забайкальського краю, Росія. Адміністративний центр Маякинського сільського поселення.

## Населення
Населення — 285 осіб (2010; 330 у 2002).
Національний склад (станом на 2002 рік):
- росіяни — 84 %